# Alfred Pongratz
Alfred Pongratz (29 de septiembre de 1900 - 4 de octubre de 1977) fue un barítono, actor y locutor radiofónico de nacionalidad alemana.

## Biografía
Nacido en Múnich, Alemania, tras finalizar sus estudios escolares, acudió a la escuela de canto M. Feuerlein, en Múnich, formándose desde 1928 a 1930 con el cantante Matthäus Roemer. Al mismo tiempo se graduó en la escuela de actuación M. Olschinsky. En 1930 debutó en el escenario en Múnich con el papel de Zani en la ópera de Joseph Haydn Il mondo della luna. A partir de entonces cumplió con numerosos compromisos, tanto de teatro musical como de teatro convencional, actuando entre otros lugares en el Teatro de Cámara de Múnich.
En 1939 Pongratz debutó en el cine. Para la gran pantalla actuaba habitualmente en filmes de género Heimat como Im weißen Rößl (junto Johannes Heesters) y Der Jäger von Fall (según la novela de Ludwig Ganghofer), así como en populares comedias como Der verkaufte Großvater y filmes de cuentos de hadas (Zwerg Nase, Die Bremer Stadtmusikanten, Frau Holle). Pongratz fue dirigido en cinco películas por Joe Stöckel: Peterle, Die keusche Sünderin, Ein Herz schlägt für dich, Zwei in einem Anzug y Aufruhr im Paradies.
Además, Pongratz fue actor invitado en series televisivas como Funkstreife Isar 12 (con Wilmut Borell y Karl Tischlinger) o Königlich Bayerisches Amtsgericht (con Hans Baur y Georg Blädel), trabajando también en varios capítulos de la producción Der Komödienstadel. 
Pongratz fue un habitual actor radiofónico. Junto a Liesl Karlstadt tuvo un papel recurrente en la serie Familie Brandl, emitida por Bayerischer Rundfunk. Sin embargo, tuvo fama nacional gracias a su participación en emisiones radiofónicas infantiles. Tras fallecer el actor Franz Fröhlich en 1964, Pongratz asumió el papel de Franz Eder en la serie Meister Eder und sein Pumuckl, basada en las historias de Ellis Kaut. 
Pongratz falleció el 4 de octubre de 1977 en Múnich a causa de un infarto agudo de miocardio. Tras su muerte, su colega Gustl Bayrhammer asumió el papel de Meister Eder.

## Filmografía (selección)

### Cine
- 1941 : Die Erbin vom Rosenhof
- 1942 : Der verkaufte Großvater
- 1943 : Die keusche Sünderin
- 1943 : Peterle
- 1948 : Frau Holle
- 1949 : Ein Herz schlägt für dich
- 1950 : Zwei in einem Anzug
- 1950 : Aufruhr im Paradies
- 1952 : Herz der Welt
- 1952 : Im weißen Rößl
- 1953 : Zwerg Nase
- 1953 : Der Klosterjäger
- 1953 : Südliche Nächte
- 1957 : Der Jäger von Fall
- 1958 : Der Haustyrann
- 1959 : Ein Sommer, den man nie vergisst
- 1959 : Die Bremer Stadtmusikanten
- 1961 : Drei weiße Birken
- 1961 : Die Stunde, die du glücklich bist
- 1961 : Toller Hecht auf krummer Tour
- 1963 : Übermut im Salzkammergut
- 1964 : Erzähl mir nichts
- 1969 : Pudelnackt in Oberbayern

### Televisión
- 1961 y 1963 : Funkstreife Isar 12 (serie TV, 2 episodios)
- 1963–1972 : Der Komödienstadel (serie TV, 6 episodios)
- 1964 : Das Kriminalmuseum (serie TV, 1 episodio)
- 1965 : Die seltsamen Methoden des Franz Josef Wanninger (serie TV, 1 episodio)
- 1969–1971 : Königlich Bayerisches Amtsgericht (serie TV, 4 episodios)
- 1975 : Die Medaille (telefilm)
- 1975 : Der Brandner Kaspar und das ewig’ Leben (telefilm)
- 1976 : Zwickelbach & Co. (serie TV, 2 episodios)
- 1977 : Polizeiinspektion 1 (serie TV, 1 episodio)

## Radio (selección)
- 1952 : Familie Brandl
- 1954 : Der Brandner Kaspar
- 1964–1977 : Meister Eder und sein Pumuckl[1]